# Saarjärve
Saarjärve este o arie protejată (arie specială de conservare — SAC, sit de importanță comunitară — SCI) din Estonia întinsă pe o suprafață de 159,2 ha, integral pe uscat.

## Localizare
Centrul sitului Saarjärve este situat la coordonatele 58°39′18″N 26°45′43″E / 58.6551°N 26.7619°E.

## Înființare
Situl Saarjärve a fost declarat sit de importanță comunitară în aprilie 2004 pentru a proteja . Situl a fost protejat și ca arie specială de conservare în iunie 2005.

## Biodiversitate
Situată în ecoregiunea boreală, aria protejată conține 4 habitate naturale: Lacuri eutrofice naturale cu vegetație de tip Magnopotamion sau Hydrocharition, Pajiști fino-scandinave uscate până la mezice, bogate în specii de altitudine mică, Taiga vestică, Păduri caducifoliate de mlaștină fino-scandinave.
La baza desemnării sitului se află un număr nedeclarat de specii protejate:
Pe lângă speciile protejate, pe teritoriul sitului au mai fost identificate 1 specie de plante, 1 specie de mamifere.